# 共叔段
共叔段（きょうしゅくだん、生没年不詳）は、鄭の公子。武公の次男で荘公の弟。姓は姫、諱は段。共叔段とは『春秋左氏伝』での表記で、「共」は共の国に出奔したことを意味し、「叔」は次男を意味するので、「共叔」というのは姓氏ではない。

## 生涯
武公と武姜の間に生まれる。母の武姜が長男の寤生（ごせい、荘公）を生んだ時は難産であったのに対し、次男の段を生んだ時は安産であったため、武姜は次男の段をかわいがった。
武公27年（前744年）、武公が病気になると、武姜は段を太子に立てたいと申し出たが、武公に断られた。その後、武公が薨去したため、長男の寤生が立って鄭君（以降は荘公と表記）となった。
荘公元年（前743年）、段は兄の荘公によって大邑である京（けい：邑名）に封ぜられ、太叔と号した。世間では「京城の太叔」と呼ばれ、もてはやされるようになる。しかし、一方で段は甲冑や兵器を繕い始め、母の武姜と謀って鄭を簒奪しようと企むようになった。
やがて段は強盛を恃んで鄭の西境と北境の邑に対し、自分に従うよう指示した。こうして西境と北境の邑は段の統制下となり、東北境の廩延（りんえん）までも段の統制下に入った。
荘公22年（前722年）、武姜の内応もあって段はついに首邑の新鄭を襲撃した。しかし、荘公によって撃ち破られ、段は敗走し、京が陥落した。5月、段は鄢（えん）に逃れたが、ここでも荘公に敗れたので、さらに共へ逃れた（このため段は共叔段と呼ばれる）。
荘公25年（前719年）、段は衛の州吁（しゅうく）と手を組んで衛・宋・陳・蔡の4カ国連合とともに鄭を攻撃した。

## 子孫
- 子
  - 公孫滑
- 孫
  - 公父定叔

## 参考資料
- 『春秋左氏伝』（隠公元年）
- 『史記』（衛康叔世家第七、鄭世家第十二）